# Plešnice
Plešnice är en ort i Tjeckien.   Den ligger i regionen Plzeň, i den västra delen av landet, 100 km väster om huvudstaden Prag. Plešnice ligger 385 meter över havet och antalet invånare är 241.
Terrängen runt Plešnice är huvudsakligen platt, men åt sydväst är den kuperad. Runt Plešnice är det tätbefolkat, med 276 invånare per kvadratkilometer. Närmaste större samhälle är Plzeň, 14,7 km öster om Plešnice. Trakten runt Plešnice består till största delen av jordbruksmark.